# Pterocryptis cucphuongensis
Pterocryptis cucphuongensis és una espècie de peix de la família dels silúrids i de l'ordre dels siluriformes.

## Morfologia
Els mascles poden assolir els 9 cm de llargària total.

## Distribució geogràfica
Es troba al Vietnam.